# Cedartown
Cedartown és una població dels Estats Units a l'estat de Geòrgia. Segons el cens del 2000 tenia 9.470 habitants.

## Demografia
Segons el cens del 2000, Cedartown tenia 9.470 habitants, 3.370 habitatges, i 2.237 famílies. La densitat de població era de 534,6 habitants per km².
Dels 3.370 habitatges en un 29,4% hi vivien nens de menys de 18 anys, en un 43,1% hi vivien parelles casades, en un 17,6% dones solteres, i en un 33,6% no eren unitats familiars. En el 29,5% dels habitatges hi vivien persones soles el 15,2% de les quals corresponia a persones de 65 anys o més que vivien soles. El nombre mitjà de persones vivint en cada habitatge era de 2,65 i el nombre mitjà de persones que vivien en cada família era de 3,18.
Per edats la població es repartia de la següent manera: un 25,1% tenia menys de 18 anys, un 13,2% entre 18 i 24, un 27,1% entre 25 i 44, un 18,2% de 45 a 60 i un 16,5% 65 anys o més.
L'edat mediana era de 32 anys. Per cada 100 dones de 18 o més anys hi havia 99,9 homes.
La renda mediana per habitatge era de 24.562 $ i la renda mediana per família de 28.119 $. Els homes tenien una renda mediana de 25.295 $ mentre que les dones 20.711 $. La renda per capita de la població era de 12.251 $. Entorn del 20,3% de les famílies i el 24,3% de la població estaven per davall del llindar de pobresa.

## Poblacions més properes
El següent diagrama mostra les poblacions més properes.